# Vasco de Matos Sequeira
Vasco de Matos Sequeira, também conhecido como Vasco Matos Sequeira (Lisboa, 16 de Julho de 1903 - Lisboa, 16 de Julho de 1973), foi um escritor teatral e jornalista português.

## Biografia
Filho de Gustavo Adriano de Matos Sequeira e de sua mulher Beatriz Carolina de Oliveira.
Dedicando-se ao jornalismo, foi, como seu pai, redactor d'O Mundo e d'O Século, e colaborador de vários jornais e revistas.
Para o Teatro, escreveu, sozinho ou de colaboração: 
as Revistas:
- B-A-BA[2]
- Sete e Meio,[2] 1927, em que participou seu pai[3]
- Caras e Caretas[2]
- Manda Quem Pode[2]
- Já te Matei[2]
- A Cigarra e a Formiga[2]
- A Rapioca[2]
- Revista Sonora[2]
- Zás, Trás, Pás! Viva o Jazz[2]
- Nau Catrineta[2]
- Sape-Gato[2]

a opereta:
- As Lavadeiras[2]

e a farsa:
- Rainha das Sogras[2]

Colaborou na tradução de:
- Revoltados, comédia, traduzida e adaptada por seu pai com Pereira Coelho, representada no Teatro Ginásio, 1930[2]
- Bola de Neve, revista[2]

Além da sua colaboração no "Jornal de Lourenço Marques", de cujas gazetilhas publicou um livro, escreveu as revistas:
- Tátá[2]
- O Grande Batuque[2]

Em 1927, publicou um livro de versos, Cantigas que a Gente Canta.
Tendo seguido para a África como Funcionário da Companhia de Moçambique, passou, depois, para o Funcionalismo Público, tendo sido Administrador do Posto de Dombe.